# Gaston Taument
Gaston Taument (ur. 1 października 1970 w Hadze) – holenderski piłkarz grający na pozycji prawego pomocnika lub prawoskrzydłowego. W pierwszej połowie lat 90. kreowany był (głównie przez media) na następcę Ruuda Gullita w reprezentacji Holandii. Jednak jego bilans występów w drużynie narodowej zamknął się zaledwie na liczbie piętnastu meczów i dwu goli i udziale w Mistrzostwach Świata 1994 i Euro 1996, gdzie rozegrał tylko jeden mecz. Po kilku udanych sezonach w barwach Feyenoordu popadł, zdaniem komentatorów, w przeciętność. Terminował w składach znanych klubów (SL Benfica, RSC Anderlecht, Rapid Wiedeń), ale w pierwszej jedenastce grywał rzadko. W 2002 roku w wieku 32 lat zakończył piłkarską karierę.

## Sukcesy piłkarskie
- mistrzostwo Holandii 1993, Puchar Holandii 1992, 1994 i 1995 z Feyenoordem
- Najlepszy młody piłkarz w Holandii w roku 1991.

W barwach Feyenoordu Rotterdam rozegrał 204 mecze i strzelił 45 goli.
W reprezentacji Holandii od 1992 do 1996 roku rozegrał 15 meczów i strzelił 2 gole – ćwierćfinał Mistrzostw Świata 1994 i ćwierćfinał Euro 1996 (jeden mecz).